# Psychomyiellodes tropicus
Psychomyiellodes tropicus är en nattsländeart som först beskrevs av Georg Ulmer 1905.  Psychomyiellodes tropicus ingår i släktet Psychomyiellodes och familjen trattnattsländor. Inga underarter finns listade i Catalogue of Life.